# Chobotnice kroužkovaná
Chobotnice kroužkovaná (Hapalochlaena lunulata), také známa jako chobotnice modrokroužkovaná, je druh chobotnice z rodu Hapalochlaena. Popsali jej Jean René Constant Quoy a Joseph Paul Gaimard v roce 1832. Obývá mělké vody severního pobřeží Austrálie a některé oblasti západního Tichomoří. Žije v různých trhlinách a její úkryt lze vystopovat podle zbytků kořisti v jeho blízkosti. Jeden úkryt obvykle obývá delší dobu a tráví v něm většinu svého času, opouští jej pouze při lovu potravy nebo hledání partnera.
Chobotnice kroužkovaná váží 10 až 100 g a měří maximálně 20 cm. Její tělo je tmavohnědé, případně tmavožluté. V případě, že se chobotnice rozruší, se jí následkem reakcí buněk chromatoforů objeví na těle okolo šedesáti modrých kruhů. Varování je zvýrazněno pulzujícím vzorem. Z celého rodu Hapalochlaena má tento druh největší skvrny. Chybí inkoustový váček.
Druh je jedovatý, ve slinných žlázách je za pomocí bakterií tvořen jed tetrodotoxin (TTX). Ten chobotnice využívá k lovu kořisti, kterou tvoří například krabi, měkkýši nebo ryby. Chobotnice kořist často přiláká pohyby konců chapadel a potom ji smrtelně pokouše. Jedovaté kousnutí používá i v obraně. Samotné kousnutí je bezbolestné, ale nebezpečné i pro člověka; způsobuje postupné ochrnutí, a to včetně dýchacích svalů. Záchrana spočívá v umělém dýchání po dobu jednoho dne, než je jed v těle rozložen. Toxin je biomedicínsky zkoumán pro jeho vlastnost blokovat sodíkové kanály.
Druh je teritoriální a setkání preferuje pouze tehdy, kdy se chystá spářit. Páření probíhá tak, že samec speciálně upraveným chapadlem (hektokotylus) vloží do vejcovodu samice své spermie. Samci nicméně pravděpodobně nedokážou zprvu rozpoznat pohlaví jiných chobotnic a v laboratorních podmínkách se často pokoušeli neúspěšně spářit i s ostatními samci. Samice naklade 60 až 100 vajíček, o která se stará 50 dnů a po vylíhnutí mláďat umírá. Mláďata první týdny plavou společně s planktonem, teprve později se přesunou na dno. Rozmnožovat se mohou ve čtyřech měsících.